# Slovenska republiška liga 1946-1947
La Slovenska republiška nogometna liga 1946./47. (it. "Campionato calcistico della Repubblica di Slovenia 1946-47") fu la seconda edizione del campionato della Repubblica Popolare di Slovenia. In questa stagione era nel secondo livello della piramide calcistica jugoslava.
Il torneo partì con 14 squadre nell'agosto 1946 e concluse regolarmente il girone d'andata. Durante la pausa invernale vi fu un alto numero di fusioni che sconvolsero la classifica: vista la necessità di concludere il campionato entro il 1º maggio (per la disputa degli spareggi-promozione), la federazione decise di continuare il girone di ritorno fra le migliori 6 delle 11 squadre rimaste.
Il campionato venne vinto dal Enotnost, che ottenne l'accesso agli spareggi-promozione assieme alla seconda classificata, il Triglav Lubiana (ambedue squadre nate dalle fusioni durante l'inverno).

## Squadre partecipanti
| Squadra            | Stagione 1946               | Stagione 1946 | Stagione 1946   |
| Squadra            | Primo turno                 | Secondo turno | Slovenska liga  |
| ------------------ | --------------------------- | ------------- | --------------- |
| Železničar Maribor | 3° nel Distretto di Maribor | vincitore     | 2º classificato |
| Železničar Lubiana | 1° a Lubiana città          | vincitore     | 3º classificato |
| Rudar Trbovlje     | 1° nel Distretto di Celje   | vincitore     | 4º classificato |
| Olimp Celje        | 2° nel Distretto di Celje   | vincitore     | 5º classificato |
| FD Maribor         | 1° nel Distretto di Maribor | eliminato     | non ammesso     |
| FD Kranj           | 1° nel Distretto montano    | eliminato     | non ammesso     |
| Svoboda Lubiana    | 2° a Lubiana città          | eliminato     | non ammesso     |
| Gregorčič Jesenice | 2° nel Distretto montano    | eliminato     | non ammesso     |
| Borec Lubiana      | 3° a Lubiana città          | eliminato     | non ammesso     |
| Celje              | 3° nel Distretto di Celje   | non ammesso   | non ammesso     |
| Krim Lubiana       | 4° a Lubiana città          | non ammesso   | non ammesso     |
| Murska Sobota      | 4° nel Distretto di Maribor | non ammesso   | non ammesso     |
| Edinost Lubiana    | 5° a Lubiana città          | non ammesso   | non ammesso     |
| FD Novo Mesto      | ???                         | non ammesso   | non ammesso     |

## Girone d'andata

### Classifica
|  | Pos. | Squadra            | Pt | G  | V  | N | P  | GF | GS | QR    |
|  | ---- | ------------------ | -- | -- | -- | - | -- | -- | -- | ----- |
|  | 1    | Železničar Lubiana | 21 | 13 | 10 | 1 | 2  | 40 | 12 | 3,333 |
|  | 2    | Svoboda            | 19 | 13 | 9  | 1 | 3  | 41 | 15 | 2,733 |
|  | 3    | Rudar Trbovlje     | 18 | 13 | 7  | 4 | 2  | 31 | 13 | 2,384 |
|  | 4    | Železničar Maribor | 16 | 13 | 7  | 2 | 4  | 43 | 24 | 1,791 |
|  | 5    | Celje              | 16 | 13 | 7  | 2 | 4  | 34 | 28 | 1,214 |
|  | 6    | Krim Lubiana       | 15 | 13 | 7  | 1 | 5  | 39 | 27 | 1,444 |
|  | 7    | Polet Maribor      | 15 | 13 | 7  | 1 | 5  | 33 | 25 | 1,320 |
|  | 8    | FD Kranj           | 15 | 13 | 7  | 1 | 5  | 34 | 32 | 1,062 |
|  | 9    | Gregorčič Jesenice | 14 | 13 | 7  | 0 | 6  | 30 | 26 | 1,153 |
|  | 10   | Borec Lubiana      | 12 | 13 | 5  | 2 | 6  | 20 | 21 | 0,952 |
|  | 11   | Olimp Celje        | 11 | 13 | 4  | 3 | 6  | 30 | 27 | 1,111 |
|  | 12   | Murska Sobota      | 5  | 13 | 2  | 1 | 10 | 18 | 35 | 0,514 |
|  | 13   | Edinost Lubiana    | 4  | 14 | 1  | 2 | 11 | 6  | 65 | 0,092 |
|  | 14   | FD Novo Mesto      | 3  | 14 | 0  | 3 | 11 | 9  | 58 | 0,155 |

### Risultati
25.08.1946. Borec–Olimp 1–0, Svoboda–Maribor 0–2, Celje–Krim 3–3, Železničar (Mb)–Rudar 1–3 

01.09.1946. Borec–Železničar (Mb) 1–0, Krim–Kranj 5–1, Olimp–Železničar (Lj) 1–0, Rudar–Gregorčič 3–1, Maribor–Celje 5–1, Murska Sobota–Svoboda 3–1

08.09.1946. Železničar (Lj)–Borec 1–0, Olimp–Krim 2–3, Železničar (Mb)–Gregorčič 4–2, Rudar–Svoboda 2–3, Kranj–Maribor 3–2, Murska Sobota–Celje 2–3, Edinost–Novo Mesto 1–1

15.09.1946. Celje–Rudar 1–3, Maribor–Olimp 2–2, Železničar (Mb)–Svoboda 2–2, Gregorčič–Borec 3–0, Murska Sobota–Kranj 0–2, Novo Mesto–Edinost 3–3

22.09.1946. Krim–Novo Mesto 10–0, Svoboda–Celje 4–1, Olimp–Murska Sobota 6–1, Kranj–Gregorčič 3–2, Rudar–Edinost 6–0

27.09.1946. Krim–Železničar (Lj) 4–3

29.09.1946. Rudar–Olimp 2–2, Železničar (Mb)–Edinost 10–0, Celje–Novo Mesto 6–0

06.10.1946. Svoboda–Borec 2–4, Gregorčič–Edinost 1–0, Murska Sobota–Krim 2–5, Novo Mesto–Maribor 1–5

10.10.1946. Železničar–Edinost 3–0 (a tavolino) 

13.10.1946. Krim–Rudar 1–2, Svoboda–Edinost 5–0, Celje–Borec 4–2, Polet–Murska Sobota 1–3, Železničar (Mb)–Železničar (Lj) 4–3, Gregorčič–Olimp 5–3, Novo Mesto–Kranj 2–9

20.10.1946. Borec–Kranj 1–0, Svoboda–Olimp 2–1, Železničar (Lj)–Gregorčič 5–0, Krim–Železničar (Mb) 1–4, Novo Mesto–Murska Sobota 1–1, Celje–Edinost 5–0, Polet–Rudar 2–1

30.10.1946. Železničar (Lj)–Edinost 9–0

03.11.1946. Krim–Gregorčič 0–2, Železničar (Lj)–Svoboda 1–0, Železničar (Mb)–Polet 3–2, Olimp–Celje 0–0, Murska Sobota–Rudar 0–5, Novo Mesto–Borec 1–6, Kranj–Edinost 4–2

10.11.1946. Krim–Svoboda 1–4, Edinost–Borec 1–0, Novo Mesto–Rudar 0–2, Kranj–Olimp 7–2, Polet–Gregorčič 1–2, Celje–Železničar (Lj) 0–4, Murska Sobota–Železničar (Mb) 1–1

17.11.1946. Borec–Krim 1–3, Svoboda–Gregorčič 4–0, Železničar (Lj)–Polet 4–2, Olimp–Novo Mesto 4–1, Železničar (Mb)–Celje 7–2, Murska Sobota–Edinost 9–0, Kranj–Rudar 0–0

24.11.1946. Železničar (Lj)–Rudar 1–1, Edinost–Olimp 1–6, Krim–Polet 0–3, Celje–Kranj 1–0, Murska Sobota–Borec 0–0, Novo Mesto–Železničar (Mb) 0–3 (a tavolino)

01.12.1946. Železničar (Lj)–Murska Sobota 2–1, Krim–Edinost 3–0, Borec–Polet 3–5, Celje–Gregorčič 3–2

08.12.1946. Svoboda–Kranj 9–0, Borec–Rudar 1–1, Železničar (Mb)–Olimp 1–2, Polet–Edinost 3–0 (a tavolino), Železničar (Lj)–Novo Mesto 3–0 (a tavolino)

## Pausa invernale

### Fusioni
Durante la pausa invernale sono avvenute le seguenti fusioni:
- Železničar + Partizan + Bratstvo = Triglav, mantenendo i punti dello Železničar
- Borec + Svoboda + Udarnik = Enotnost, mantenendo i punti dello Svoboda
- Krim + Edinost = Krim
- Olimp + Celje = Kladivar Celje

### Ripresa del campionato
Affinché il campionato si concluda entro maggio, è stato deciso che le prime sei delle restanti 11 squadre, formino il girone finale e giochino 5 turni della parte primaverile del campionato (con i punti conquistati nell'andata).
In segno di protesta, lo Železničar Maribor ha rinunciato a tutte le partite della primavera (ha giocato amichevoli 15 minuti dopo rispetto alle partite ufficiali programmate).
|                | Pos. | Squadra            | Pt | G  | V  | N | P  | GF | GS | QR    |
| -------------- | ---- | ------------------ | -- | -- | -- | - | -- | -- | -- | ----- |
| PRIMO GRUPPO   |      |                    |    |    |    |   |    |    |    |       |
|                | 1    | Triglav            | 21 | 13 | 10 | 1 | 2  | 40 | 12 | 3,333 |
|                | 2    | Enotnost           | 19 | 13 | 9  | 1 | 3  | 41 | 15 | 2,733 |
|                | 3    | Rudar Trbovlje     | 18 | 13 | 7  | 4 | 2  | 31 | 13 | 2,384 |
|                | 4    | Železničar Maribor | 16 | 13 | 7  | 2 | 4  | 43 | 24 | 1,791 |
|                | 5    | Kladivar Celje     | 16 | 13 | 7  | 2 | 4  | 34 | 28 | 1,214 |
|                | 6    | Krim Lubiana       | 15 | 13 | 7  | 1 | 5  | 39 | 27 | 1,444 |
| SECONDO GRUPPO |      |                    |    |    |    |   |    |    |    |       |
|                | 7    | Polet Maribor      | 15 | 13 | 7  | 1 | 5  | 33 | 25 | 1,320 |
|                | 8    | FD Kranj           | 15 | 13 | 7  | 1 | 5  | 34 | 32 | 1,062 |
|                | 9    | Gregorčič Jesenice | 14 | 13 | 7  | 0 | 6  | 30 | 26 | 1,153 |
|                | 10   | Murska Sobota      | 6  | 13 | 2  | 2 | 9  | 21 | 37 | 0,567 |
|                | 11   | FD Novo Mesto      | 1  | 13 | 0  | 1 | 12 | 6  | 58 | 0,103 |

## Girone di ritorno

### Classifica finale
|  | Pos. | Squadra            | Pt | G  | V  | N | P | GF | GS | QR    |
|  | ---- | ------------------ | -- | -- | -- | - | - | -- | -- | ----- |
|  | 1.   | Enotnost           | 27 | 18 | 13 | 1 | 4 | 56 | 18 | 3,111 |
|  | 2.   | Triglav Lubiana    | 26 | 18 | 12 | 2 | 4 | 52 | 20 | 2,600 |
|  | 3.   | Kladivar Celje     | 26 | 18 | 12 | 2 | 4 | 45 | 28 | 1,607 |
|  | 4.   | Rudar Trbovlje     | 23 | 18 | 9  | 5 | 4 | 40 | 20 | 2,000 |
|  | 5.   | Krim Lubiana       | 17 | 18 | 1  | 8 | 9 | 46 | 48 | 0,958 |
|  | 6.   | Železničar Maribor | 16 | 18 | 7  | 2 | 9 | 43 | 39 | 1,102 |

Legenda:
      Campione della Slovenska republiška liga 1946-1947.
  Ammesso agli spareggi per la promozione in Prva Liga 1947-1948.
      Retrocessa nella divisione inferiore.
Note:
Due punti a vittoria, uno a pareggio, zero a sconfitta.

### Risultati
30.03.1947. Enotnost – Rudar 2–1, Triglav – Krim 7–2, Kladivar – Železničar (Mb) 3–0 (a tavolino)

06.04.1947. Triglav – Kladivar 0–2, Rudar – Krim 3–1, Enotnost – Železničar (Mb) 3–0 (a tavolino)

13.04.1947. Krim – Kladivar 0–3, Enotnost – Triglav 2–0, Rudar – Železničar (Mb) 3–0 (a tavolino)

20.04.1947. Enotnost – Krim 8–1, Rudar – Kladivar 0–2, Triglav – Železničar (Mb) 3–0 (a tavolino)

27.04.1947. Kladivar – Enotnost 1–0, Rudar – Triglav 2–2, Krim – Železničar (Mb) 3–0 (a tavolino)

## Spareggi-promozione
Le squadre meglio piazzate nei gironi repubblicani della 2. liga 1946-47 si sfidarono per un posto nella 1. liga 1947-48. Gli abbinamenti venivano eseguiti secondo criterio geografico.
| Squadra 1        | Totale           | Squadra 2        | Gara 1     | Gara 2     | Gara 3     |
| ---------------- | ---------------- | ---------------- | ---------- | ---------- | ---------- |
| OTTAVI DI FINALE | OTTAVI DI FINALE | OTTAVI DI FINALE | 11.05.1947 | 18.05.1947 | 19.05.1947 |
| Enotnost         | 6 – 4            | Triglav Lubiana  | 2 – 1      | 1 – 2      | 3 – 1      |
| QUARTI DI FINALE | QUARTI DI FINALE | QUARTI DI FINALE | 25.05.1947 | 01.06.1947 |            |
| Enotnost         | 0 – 5            | Metalac Zagabria | 0 – 4      | 0 – 1      |            |

L'Enotnost fallì la promozione in 1. liga, ma, essendo campione della Slovenia, venne ammesso alla 2. liga 1947-48, campionato a girone unico, mentre la Slovenska republiška nogometna liga scalò come terza divisione.